# Marco Wölfli
Marco Stefan Wölfli (* 22. August 1982 in Solothurn) ist ein ehemaliger Schweizer Fussballtorhüter, der von der Saison 1999/00 bis im Sommer 2020 beim BSC Young Boys unter Vertrag stand. Zudem ist er ehemaliger Ersatztorhüter der Schweizer Nationalmannschaft, für die er zwischen 2008 und 2013 zu insgesamt elf Einsätzen kam.

## Karriere

### Vereine
Marco Wölfli, dessen Mutter aus Sizilien stammt, begann seine Karriere in der Saison 1997/98 bei Fulgor Grenchen. Die folgende Saison spielte er beim FC Solothurn, und schon in der Saison 1999/2000 wechselte der damals 17-Jährige zum BSC Young Boys. Danach ging er leihweise für zwei Jahre zum FC Thun, wo er insgesamt 14 Spiele absolvierte. In der folgenden Spielzeit verpflichteten ihn die Young Boys erneut. Dort wurde er zunächst Stammtorhüter, bevor er in der folgenden Spielzeit Konkurrenz durch Patrick Bettoni erhielt. Dieses Duell konnte Wölfli jedoch für sich entscheiden. Seit einem Achillessehnenriss im Dezember 2013 wurde Wölfli von Yvon Mvogo als Stammtorhüter im Tor der Berner abgelöst. Wölfli trug weiterhin die Rückennummer 1 und war die erste Wahl in den Cupspielen.
Nach Mvogos Wechsel zu RB Leipzig im Sommer 2017 wurde David von Ballmoos der Stammtorhüter des BSC Young Boys. Nach dessen Verletzung im Januar 2018 war Wölfli bis Saisonende die Nummer 1 und gewann mit dem BSC Young Boys die Meisterschaft 2017/18. In der Saison 2018/19 war Wölfli aber wieder die Nummer 2 hinter David von Ballmoos.

### Nationalmannschaft
Das Nationalmannschaftsdebüt gab Marco Wölfli am 19. November 2008 im Testspiel gegen Finnland. In der Nationalmannschaft war er lange Zeit die Nummer 2 hinter Diego Benaglio. Am 15. Oktober 2009 spielte Wölfli für den kranken Benaglio gegen Israel. In diesem Spiel sicherte sich die Schweiz mit einem 0:0 die direkte Qualifikation für die WM 2010 in Südafrika. Bei diesem Turnier gehörte Wölfli dem Kader der Schweiz an, kam allerdings zu keinem Einsatz.

## Titel und Erfolge
BSC Young Boys
- Schweizer Meister 2018, 2019 und 2020